# Ørridslev Kirke
Ørridslev Kirke ligger i Ørridslev Sogn i det tidligere Voer Herred i Skanderborg Amt, nu i Horsens Kommune i Region Midtjylland. Kirken ligger godt én kilometer vest for bygrænsen til Hovedgård.
Kor og skib er opført i romansk tid formodentlig omkring 1100 af små fint tilhuggede frådstenskvadrer. I skibets sydmur ses den oprindelige syddør og tre højtsiddende romanske vinduer, nu tilmuret. I de oprindelige vinduesrammer har man fundet stumper af farvet glas. Koret har flad østvæg. Tårn og våbenhus er opført af munkesten i sengotisk tid omkring 1500. Våbenhuset er i to etager og har blændingsgavl med rundbuede højblændinger adskilt af smalle stave med stormstigetrin. I våbenhuset ses en gravsten over Christen Mortensen Frost (død 1638).
Som mange andre danske kirker blev Ørridslev Kirke overtaget af kongemagten efter reformationen, men de bekostelige krige mod Sverige gjorde det nødvendigt at sælge kirkerne. Christian 5. solgte i 1673 Ørridslev kirke med tiende og tilliggende herligheder samt kaldsretten. Siden har kirken været handlet flere gange indtil 1921, hvor den overgik til selveje.
Den oprindelige korbue er bevaret. Kor og skib har fået indbygget hvælv i slutningen af 1400-tallet. Altertavlen er en nygotisk ramme med et maleri af Th. Jensen fra 1867. Prædikestolen er fra nyere tid.

## Kalkmalerier
I 1901 afdækkede man korbuens kalkmalerier, som blev restaureret af E. Rothe. De dateres til omkring 1125 og tillægges Jellingværkstedet. Korbuens udsmykning stammer fra kirkens grundlæggelse og har fælles træk med Tamdrup Kirkes korbueudsmykning og Jelling Kirkes korudsmykning. Motivet er Kain og Abel, der ofrer til Gud, som ses øverst i buen. Abel ofrer et lam, Kain et kornneg; begge har hænderne tildækket for ikke at berøre det hellige offer. Gud modtager Abels offer, men afviser Kains.
Billederne i Ørridslev er mere frigjorte end i Tamdrup og i Jelling: figurerne bevæger sig mere frit, og ansigterne har udtryk. Stilen bærer tydeligt præg af den samme byzantinske stil som Tamdrup og Jelling. Fødderne er adskilt og går ud over rammen, dragten er opbygget næsten som en pyramide. I modsætning til Tamdrup bevæger Kain og Abel sig fra koret ud mod menigheden i skibet. Billederne er udfyldte med farver i den romanske stil. Abels ansigt er vendt mod beskueren, men øjnene vender op mod Gud i korbuens top. Kains ansigt vender lidt væk fra beskueren, måske et forsøg på at give ham et skulende udtryk. Gud sidder i en medaljon som den byzantinske Pantokrator (Verdensherskeren). Hans velsignende højrehånd går ud over cirklens kant og bliver til Guds hånd, der modtager Abels offer. Den nederste tredjedel af Kain var forsvundet ved afdækningen og er rekonstrueret. Kantstriben er rødbrun med en enkel hvid bølgeranke.
Motivet med Kain og Abels offer var meget brugt i tidlige romanske udsmykninger i korbuen. Her fandt nadveren sted og her modtog præsterne tiende, som Knud den Hellige netop havde indført i Danmark omkring 1080. At Danmark havde fået eget ærkebispesæde i Lund og ikke skulle aflevere en del af tienden til Bremen, har sikkert forøget lysten til at gøre opmærksom på, man skulle aflevere sit tiende af et rent sind som Abel og ikke af et ondt hjerte som Kain. At Abel ofrer et lam og Kain et kornneg, kan måske hænge sammen med, at opdræt af kvæg fik større betydning end korndyrkning i Danmark netop på den tid. Abel i korbuens nordvange kendes fra omslaget på Rudolf Broby Johansens Billedbibel.
Over korbuen har man i 1997 fundet rester af en udsmykning. En figur i mandorla sidder frontalt omgivet af personer, formodentlig apostle. Kalkmalerierne er ret medtagne og skal udforskes i 1998, men man er foreløbig nået frem til, at det ikke er en dommedagsmajestas eller en Traditio Legis (Nøgleoverrækkelsen), muligvis er det pinseunderet. I nichen til det tilmurede østvindue er afdækket spor af romanske kalkmalerier. I toppen kan man ane en figur muligvis med korsglorie. Over hvælvene kan man se fragmenter af den romanske udsmykning.
I skibets vesthvælv i sydkappen ses en tekst, der omtaler lensmanden på Skanderborg Lavers Ebbesen, præsten ved Ørridslev kirke hr. Jørgen og ringer Niels Ebbesen samt herremanden Christen Frost. Teksten er skrevet i 1611 og nævner et slag under Kalmarkrigen mellem Christian 4. og Karl 9.
Den romanske døbefont af granit har firkantet kumme med kraftig udsmykning, som muligvis er påvirket fra angelsaksisk kirkekunst. Mouritz Mackeprang mener, fonten er udført af samme mester, som har udført fonten i Tolstrup.
- Skibet set fra syd
- Døbefont
- Korbuens top
- Våbenhuset set fra nord

## Eksterne kilder og henvisninger
- Wikimedia Commons har flere filer relateret til Ørridslev Kirke
- Hideko Bondesens artikel på nordenskirker.dk Arkiveret 6. maj 2021 hos  Wayback Machine
- Ørridslev Kirke hos KortTilKirken.dk
- Ørridslev Kirke hos danmarkskirker.natmus.dk (Danmarks Kirker, Nationalmuseet)